# كليمنتان الجنوبية
مقاطعة كليمنتان الجنوبية (بالإندونيسية: Kalimantan Selatan)‏، هي إحدى مقاطعات كليمنتان، في إندونسيا.

## جزر المقاطعة
من أهم جزر المقاطعة:
- جزر لاوت الصغرى
- جزيرة لاوت
- جزيرة سيبوكو (بورنيو)، (هنالك جزيرة أخرى أيضا اسمها سيبوكو تقع قرب جزيرة سومطرة)

## معرض صور

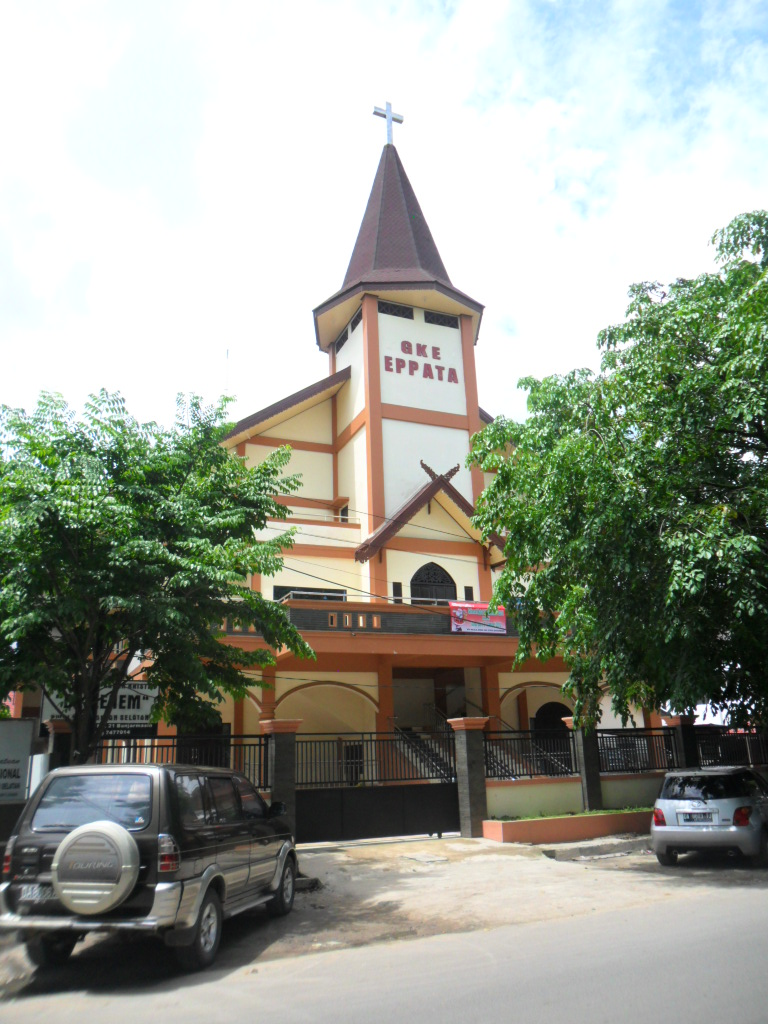
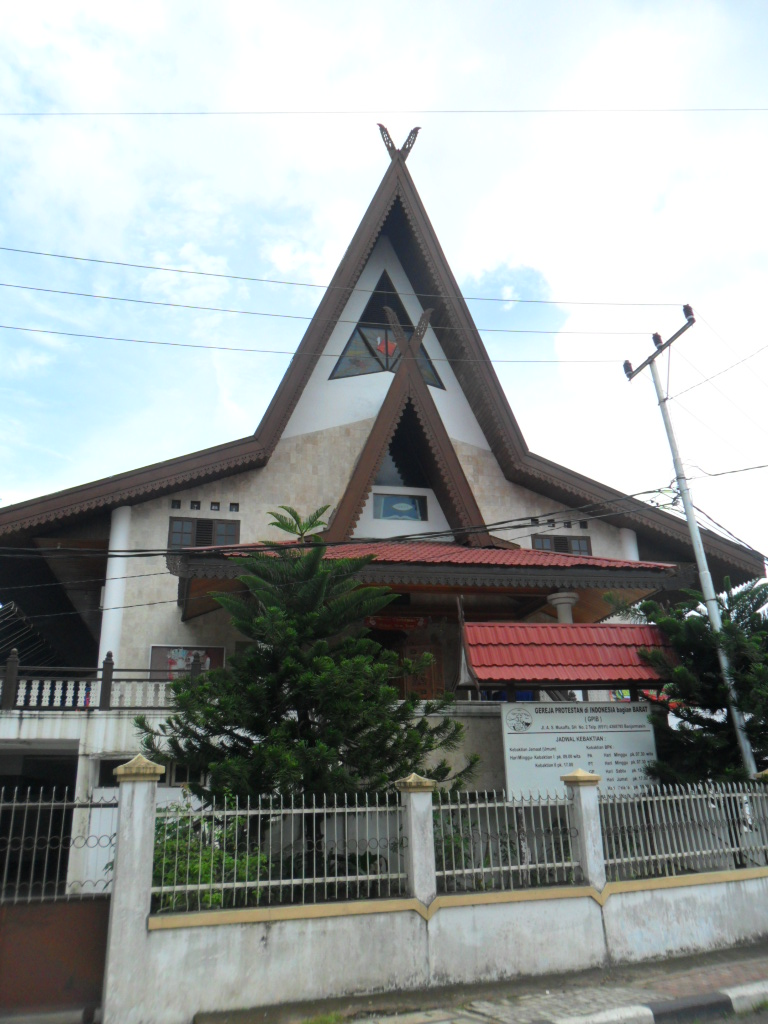
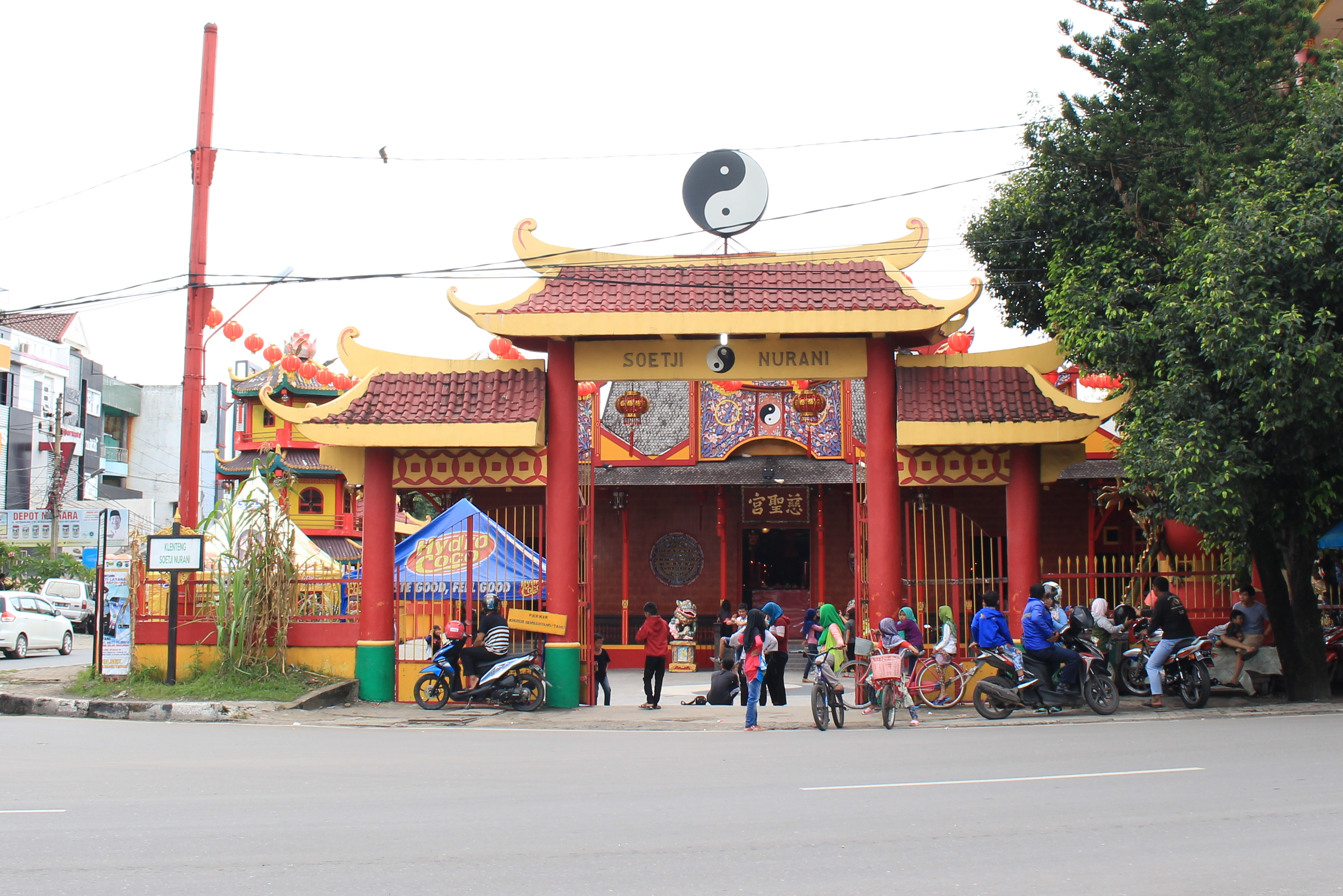
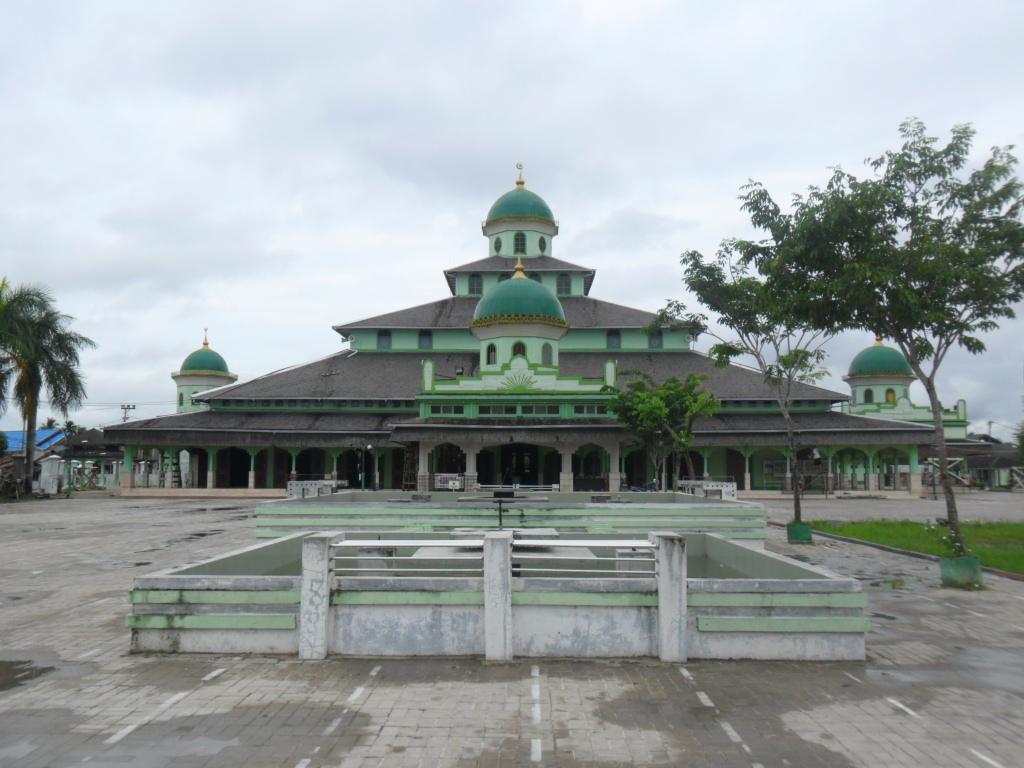